# Uganda Christian University
Die Uganda Christian University (UCU, Christliche Universität Uganda) ist eine private Universität in Uganda, die von der anglikanischen Church of the Province of Uganda betrieben wird. Die Universität wurde 1997 als Dachorganisation der anglikanischen Colleges gebildet und von der Regierung Ugandas im Jahr 2004 offiziell anerkannt.

## Geschichte
Die Uganda Christian University ersetzte 1997 das Bishop Tucker Theological College, wo seit 1913 anglikanische Geistliche und Lehrer ausgebildet wurden. Das Land wurde damals von einer lokalen Führungspersönlichkeit namens Hamu Mukasa zur Verfügung gestellt. Einheimische Akademiker und Kirchenführer lehrten an diesem theologischen Seminar in Zusammenarbeit mit der englischen Church Mission Society. In den Neunzigerjahren wuchs jedoch die Einsicht und der Wunsch, eine universitäre Ausbildung mit verschiedenen Fakultäten aufzubauen und anzubieten. 1992 wurde am Bischofssitz der Entscheid gefällt, eine Universität für die Provinz zu starten; 1996 entschied die anglikanische Kirche Ugandas, das Bishop Tucker Theological College in eine Universität umzuwandeln.

## Aufbau und Gliederung
Zur Uganda Christian University, die 2022 über 13.000 Studierende umfasste und bereits 169.000 Alumnis ausgebildet hatte, gehören sieben Fakultäten und fünf Schulen:
- School of Education
- School of Journalism, Media & Communication
- School of Social Sciences
- School of Medicine
- School of Dentistry
- Faculty of Public Health, Nursing & Midwifery
- School of Business
- Faculty of Engineering, Design & Technology
- Bishop Tucker School of Theology and Divinity
- School of Research and Postgraduate Studies

Ihr Hauptsitz ist das 1913 gegründete Bishop Tucker College, das auf einer Fläche von 27 Hektar in Mukono zwischen Kampala und Jinja liegt und im Jahr 2020 für 3.000 Studenten Ausbildungsplätze umfasst. Ebenfalls zur Universität gehört das Bishop Barham College in Kabale im Südwesten Ugandas auf dem Rugarama Hill. Das College wurde 1924 gegründet und bietet aktuell 500 Studenten Studienplätze.
Der UCU obliegt zudem die Aufsicht über mehrere weitere regionale Ausbildungsorte:
- Bishop Usher-Wilson Divinity College, Buwalasi
- Archbishop Janani Luwum Theological College, Gulu
- Uganda Martyrs Seminary, Namugongo
- Bishop McAllister Theological College, Kyogyera
- St. Paul’s Theological College, Ringili

Kanzler der Universität war jeweils der Erzbischof von Uganda, 2004 bis 2012 Henry Luke Orombi, 2012–2020 Stanley Ntagali und seit 2020 Stephen Kaziimba. Rowan Douglas Williams, Erzbischof von Canterbury ist ihr Patron. Praktisch geleitet wird die Universität vom Vorsitzenden des Universitätsrats, Aaron Mushengyezi, und vom Vizekanzler Reverend Alfred Olwa.